# 임광원
임광원(林光元, 1950년 9월 19일 ~ )은 대한민국의 정치인이다. 제45·46대 경상북도 울진군수이다.

## 학력
- 평해초등학교 졸업
- 평해중학교 졸업
- 후포고등학교 졸업
- 대구교육대학교
- 국제대학교
- 경북대학교 행정대학원

## 경력
- 1973 ~ 1978 서울봉천초등학교, 서울금양초등학교 교사
- 1981 제25회 행정고등고시 합격
- 1983 경상북도 구미시 시민과장
- 1984 경상북도 구미시 새마을과장
- 1985 경상북도 기획관리실 통계담당관
- 1994 경상북도 의회사무처 전문위원
- 1996 경상북도 환경보호과장
- 1997 경상북도 통상지원과장
- 1998 경상북도 예산담당관
- 1999 경상북도 영덕군 부군수
- 2001 ~ 2005 경상북도 기획관, 감사관, 농수산국장, 경제통상실잘
- 2006 ~ 2010.6 울진자치발전연구소 소장
- 2010.7 ~ 2018.6 제45,46대 민선 5,6기 경상북도 울진군수(재선, 자유한국당 → 무소속)

## 논란

### 정치자금법 위반, 직권남용 권리행사 방해
2017년 3월 14일 대구지방검찰청 영덕지청은 정치자금법 위반 혐의로 임광원 울진군수를 불구속 기소하였다. 검찰에 따르면 지난 2010년 6월 2일 실시된 지방선거 당시 임광원 군수는 후원회장 박 모씨로부터 선거자금 2000만 원을 수수하고, 또 박씨와 공모해 지역 건설업자로부터 불법 선거자금 2500만 원을 받은 등의 불법 정치자금 위반 혐의가 있으며 당선 직후 이 같은 혐의로 수사를 받게 되자 박씨에게 변호인 선임비 550만원을 대납하게 하고 선거기획본부장인 임모(65)씨로부터 변호인 선임비 명목으로 2000만원을 수수한 것으로도 드러났다. 그리고 당선 이후 정년을 넘은 선거기획본부장 임씨를 울진군청 출자기관인 울진군의료원에 관리부장으로 채용하기 위하여 법률과 정관, 인사규정을 위배해 부정채용한 직권남용 권리행사 방해 혐의도 받고 있다. 2018년 1월 24일 대구지법 영덕지원에서 열린 1심에서 정치자금법 위반, 직권남용 권리행사방해 혐의 모두 유죄로 인정되어 징역 1년에 집행유예 2년, 벌금 500만 원을 선고받았으며 추징금 5800만 원을 명령받았다. 2018년 11월 15일 대구지법에서 열린 항소심에서 원심이 유지되었고, 2019년 2월 20일 대법원에서 원심이 확정되었다.

## 역대 선거 결과
|  | 19.14% |

|  | 54.69% |

|  | 53.84% |

|  | 27.57% |